# جاك وودز
جاك وودز (بالإنجليزية: Jack Woods)‏ (1896 في المملكة المتحدة - ) هو لاعب كرة قدم بريطاني (وحمل سابقاً جنسية المملكة المتحدة لبريطانيا العظمى وأيرلندا) في مركز الهجوم. لعب مع نادي يورك سيتي ونادي هاليفاكس تاون ونادي ستاليبريدج سيلتيك.